# Лук многокорневой
Лук многокорневой (лат. Allium polyrhizum) — многолетнее травянистое растение, вид рода Лук (Allium) семейства Луковые (Alliaceae).

## Распространение и экология
В природе ареал вида охватывает Казахстан, Монголию, Китай и Россию (Читинская область).
Произрастает на солонцеватых местах.

## Ботаническое описание
Корни многочисленные, почти шнуровидные. Луковицы почти цилиндрические, диаметром около 0,5 см, с черновато-бурыми, расщепленными на почти сетчатые волокна оболочками, скучены по нескольку, прикреплены к горизонтальному корневищу, вместе с бесплодными образуют густую дернинку. Стебель высотой 10—20 см, тонкий, прямой, слегка ребристый.
Листья в числе 2—3, нитевидные, шириной 0,5—0,75 мм, полуцилиндрические, желобчатые, по краю шероховатые, сближенные у основания стебля.
Чехол в два раза короче зонтика, коротко-заострённый, остающийся. Зонтик пучковатый или чаще полушаровидный, немногоцветковый, густой. Листочки широко-колокольчатого околоцветника розовые с малозаметной жилкой, длиной 4—5 мм, тупые, продолговато-эллиптические, наружные немного короче внутренних. Нити тычинок равны или немного длиннее листочков околоцветника, при самом основании между собой и с околоцветником сросшиеся, наружные шиловидные, внутренние в 2 раза шире, с зубцами над основанием, реже почти цельные. Столбик выдается из околоцветника.
Коробочка немного короче околоцветника.

## Таксономия
Вид Лук многокорневой входит в род Лук (Allium) семейства Луковые (Alliaceae) порядка Спаржецветные (Asparagales).
|  |                                      |  |                                                             |                                                             |                   |  | ещё 24 семейства (согласно Системе APG II) | ещё 24 семейства (согласно Системе APG II) |                       |  |  |  | ещё более 870 видов |
|  |                                      |  |                                                             |                                                             |                   |  | ещё 24 семейства (согласно Системе APG II) | ещё 24 семейства (согласно Системе APG II) |                       |  |  |  | ещё более 870 видов |
|  |                                      |  |                                                             | порядок Спаржецветные                                       |                   |  |                                            |                                            | род Лук               |  |  |  |                     |
|  |                                      |  |                                                             | порядок Спаржецветные                                       |                   |  |                                            |                                            | род Лук               |  |  |  |                     |
|  | отдел Цветковые, или Покрытосеменные |  |                                                             |                                                             | семейство Луковые |  |                                            |                                            | вид Лук многокорневой |  |  |  |                     |
|  | отдел Цветковые, или Покрытосеменные |  |                                                             |                                                             | семейство Луковые |  |                                            |                                            |                       |  |  |  |                     |
|  |                                      |  | ещё 44 порядка цветковых растений (согласно Системе APG II) | ещё 44 порядка цветковых растений (согласно Системе APG II) |                   |  |                                            | ещё около 300 родов                        | ещё около 300 родов   |  |  |  |                     |
|  |                                      |  |                                                             | ещё 44 порядка цветковых растений (согласно Системе APG II) |                   |  |                                            |                                            | ещё около 300 родов   |  |  |  |                     |